# Архитектурни паметници стил „Мудехар“ в Арагон
Архитектурните паметници стил „Мудехар“ в Арагон представляват редица сгради в автономния регион Арагон в Испания, обявени за обекти на световното култулрно наследство на ЮНЕСКО.

## История
Сгради в стил мудехар са строени в Арагон от XII век до XVII век и от тях над 100 са паметници на културата. Разположени са предимно в долините на реките Ебро, Халон и Хилока. В този регион по онова време от векове живее многобройно мюсюлманско население, заселено след завоюването на полуострова от Арабския халифат. Тези местни мюсюлмани, известни като мудехари, съхраняват своите традиции в областта на занаятите, рядко използват камък за строителство.
Стилът се сформира след реконкистата под влияние на ислямските традиции, готиката и другите европейски архитектурни течения и се характеризира с използването на тухли и глазирана керамика. От конструктивна гледна точка в архитектурните паметници стил „Мудехар“ се прилагат принципите на готиката, развита от цистерцианския орден, с някои разлики. Липсват обикновено контрафорсите, специално в апсидите. Камбанариите при този стил са с много орнаменти, като са повлияни от ислямските минарета.

## Световно наследство
ЮНЕСКО обявява целия Мудехар-комплекс в град Теруел (Арагон) за световно културно наследство през 1986 г.
Списъкът от сгради в Теруел е разширен с други обекти в регион Арагон през 2001 г.
| Код       | Име                                                     | Място                | Година |
| --------- | ------------------------------------------------------- | -------------------- | ------ |
| 378 – 001 | Катедралата в Теруел: Кула, покрив и купол              | Теруел               | 1986   |
| 378 – 002 | Свети Петър (Теруел)                                    | Теруел               | 1986   |
| 378 – 003 | Кулата и църквата на свети Мартин                       | Теруел               | 1986   |
| 378 – 004 | Кула and църква на Спасителя                            | Теруел               | 1986   |
| 378 – 005 | Апсида, манастир и кула на Богородична колегиална църка | Calatayud            | 2001   |
| 378 – 006 | Parish church of Santa Tecla                            | Cervera de la Cañada | 2001   |
| 378 – 007 | Church of Saint Mary                                    | Tobed                | 2001   |
| 378 – 008 | Mudéjar remains of the Palace of Aljafería              | Сарагоса             | 2001   |
| 378 – 009 | Tower and Parish church of San Pablo                    | Сарагоса             | 2001   |
| 378 – 010 | Apse, parish and dome of La Seo                         | Сарагоса             | 2001   |